# Valle dell'Agno
La Valle dell'Agno (Val de l'Anjo in veneto) è una valle delle Prealpi vicentine che scorre da nord a sud, percorsa dall'omonimo torrente, a partire dalle Piccole Dolomiti per una trentina di chilometri.

## Caratteristiche
Rappresenta la più orientale di una serie di valli disposte in parallelo tra le province di Verona e Vicenza.
Nel suo alto corso è caratterizzata dalla conca di Recoaro Terme, nota anche come conca di smeraldo, circondata dall'arco montuoso delle Piccole Dolomiti: è qui ancora molto stretta, dai versanti ripidi, coperti da boschi di conifere autoctone.
Si allarga solo all'altezza di Valdagno, dove diviene molto più densamente abitata e industrializzata, anche se le dorsali collinari a est e a ovest, che raggiungono i 7-800 metri, mantengono talvolta intatte le caratteristiche e le abitazioni rurali di un tempo.
Continuando verso i comuni centro-meridionali della valle (Cornedo Vicentino, Brogliano, Castelgomberto e Trissino), questa si allarga sempre più, ospitando un importante polo industriale e artigianale.
Nonostante la densità abitativa in particolar modo della parte meridionale, caratterizzata anche dal sorgere di alcune considerevoli zone industriali, la Valle dell'Agno riesce ancora a mantenere tra le contrade sparse nelle colline le sue caratteristiche originarie, con ampi boschi e prati, percorsi da una intricata rete capillare di strade sia asfaltate che sterrate, nonché di sentieri.
A causa dell'importanza dell'antico castello di Trissino e del perdurare del dominio feudale della famiglia Trissino nella zona già a partire dall'Alto Medioevo, l'area era nota come "Valle di Trissino" e così viene citata in descrizioni e mappe fino al XVIII secolo.
Fra il 1880 e il 1980 la valle dell'Agno è stata interessata dalla presenza della tranvia Vicenza-Valdagno-Recoaro Terme, che contribuì in maniera determinante all'industrializzazione delle località servite.